# Elizabeth (Louisiana)
Elizabeth is een plaats (town) in de Amerikaanse staat Louisiana, en valt bestuurlijk gezien onder Allen Parish.

## Demografie
Bij de volkstelling in 2000 werd het aantal inwoners vastgesteld op 574.
In 2006 is het aantal inwoners door het United States Census Bureau geschat op eveneens 574.

## Geografie
Volgens het United States Census Bureau beslaat de plaats een oppervlakte van
4,2 km², geheel bestaande uit land. Elizabeth ligt op ongeveer 43 m boven zeeniveau.

## Plaatsen in de nabije omgeving
De onderstaande figuur toont nabijgelegen plaatsen in een straal van 32 km rond Elizabeth.